# Сенді Макмегон
Сенді Макмегон (англ. Sandy McMahon, 16 жовтня 1870, Селкерк — 25 січня 1916, Глазго) — шотландський футболіст, що грав на позиції нападника, насамперед, за клуб «Селтік», а також національну збірну Шотландії.
Чотириразовий чемпіон Шотландії. Триразовий володар Кубка Шотландії. 

## Клубна кар'єра
У дорослому футболі дебютував 1887 року виступами за команду клубу «Гіберніан», в якій провів три сезони. 
Своєю грою за цю команду привернув увагу представників тренерського штабу клубу «Селтік», до складу якого приєднався 1890 року. Відіграв за команду з Глазго наступні тринадцять сезонів своєї ігрової кар'єри. У складі «Селтіка» був одним з головних бомбардирів команди, маючи середню результативність на рівні 0,74 голу за гру першості. Двічі поспіль, у сезонах 1892/93 і 1893/94, ставав найкращим бомбардиром шотландської футбольної першості, допомогаючи команді вибороти чемпіонські титули. Загалом же чотири рази вигравав національний чемпіонат у складі «Селтіка».
Завершив ігрову кар'єру у клубі «Партік Тісл», за команду якого виступав протягом 1903—1904 років.
Помер 25 січня 1916 року на 46-му році життя у місті Глазго.

## Виступи за збірну
1892 року дебютував в офіційних матчах у складі національної збірної Шотландії. Протягом кар'єри у національній команді, яка тривала 11 років, провів у формі головної команди країни лише 6 матчів, забивши 6 голів.

## Титули і досягнення
- Чемпіон Шотландії (4):

«Селтік»: 1892-1893, 1893-1894, 1895-1896, 1897-1898
- Володар Кубка Шотландії (3):

«Селтік»: 1891-1892, 1898-1899, 1899-1900
- Найкращий бомбардир чемпіонату Шотландії (2): 1892-1893 (11 голів), 1893-1894 (16 голів)